# З історії Української РСР
З історії Української РСР — серійний збірник наукових праць відділу історії України Інституту суспільних наук АН УРСР у Львові (до 1960 року мав назву «З історії західноукраїнських земель»). Випускався в 1962—63 роках за редакцією І.Крип'якевича. Вийшло 3 випуски (6, 7, 8). У них опубліковані статті про адміністративно-правовий устрій міста Дрогобича в добу феодалізму, боротьбу українського козацтва проти Кримського ханства (кінець 17 ст.), рух опришків на Прикарпатті (2-га половина 18 ст.), розвиток торгівлі в Східній Галичині (1-ша половина 19 ст.), податкову політику австрійського уряду й селянського рух у Східній Галичині (2-га половина 19 ст.), розвиток капіталістичної промисловості в Західній Україні (20—30-ті рр. 20 ст.), діяльність Комуністичної партії Західної України, промисловість, вищу освіту в західних областях УРСР (1939—41).